# 小行星2421
小行星2421（2421 Nininger）是一颗围绕太阳公转的小行星。1979年10月17日，愛德華·鮑威爾在可可尼诺县发现了此天体。
該小行星以美國隕石學家哈維·尼寧格命名。
这颗小行星的绝对星等为275.4084656694194等。